# TuS Lindlar
Der Turn- und Sportverein Lindlar ist ein Sportverein aus der Gemeinde Lindlar im Oberbergischen Kreis. Neben Fußball praktiziert der Verein die Sportarten Handball, Badminton, Basketball, Tischtennis, Volleyball und Schwimmen. Außerdem gehören Gesundheits-, Freizeit und Jugendfreizeitsport zum Angebot des TuS Lindlar.

## Geschichte
Der Verein wurde im August 1925 gegründet. Aufmerksamkeit erregte der Verein, als seine erste Fußballmannschaft 1985/86 in die Fußball-Oberliga Nordrhein aufstieg. Der Verein musste allerdings bereits nach einer Saison wieder absteigen. Ein großer sportlicher Einbruch ereignete sich ab der Saison 1989/90, als die erste Fußballmannschaft zunächst in die Landesliga und schließlich in die Bezirksliga (1992/93) abstieg. Davon erholte sich der Verein, dessen Fußball-Abteilung zugleich die mitgliederstärkste Abteilung ist, nicht mehr. In der Saison 2003/04 verfehlte die erste Fußballmannschaft des TuS Lindlar in der Relegation knapp den Landesliga-Aufstieg. Diesen schaffte sie nach der Saison 2012/13. Drei Jahre später stiegen die Lindlarer wieder in die Bezirksliga ab, ehe 2019 der Abstieg in die Kreisliga A folgte.

## Erfolge
- Meister der Verbandsliga Mittelrhein: 1985/86
- Meister der Landesliga: 1969/70, 1974/75, 1983/84

## Persönlichkeiten
- Willi Bars
- Pál Csernai Saison 1967/1968
- Gero Bisanz
- Peter Vollmann
- Walter Schneeloch
- Coşkun Taş
- Guido Hoffmann